# Station-service de l'Île-des-Sœurs
La station-service de l'Île-des-Sœurs est une station-service de style moderne dessinée par l'architecte Ludwig Mies van der Rohe en 1969. Il est l'un des quatre édifices conçus par Mies van der Rohe sur l'île des Sœurs. La station-service a fermé en 2008, et a été ensuite convertie en centre communautaire, La Station. 

## Histoire
Elle a été la première station-service dessinée par Mies van der Rohe, qui a travaillé en collaboration avec l'architecte Paul H. Lapointe. La station-service a été construite pour l'Impériale. 

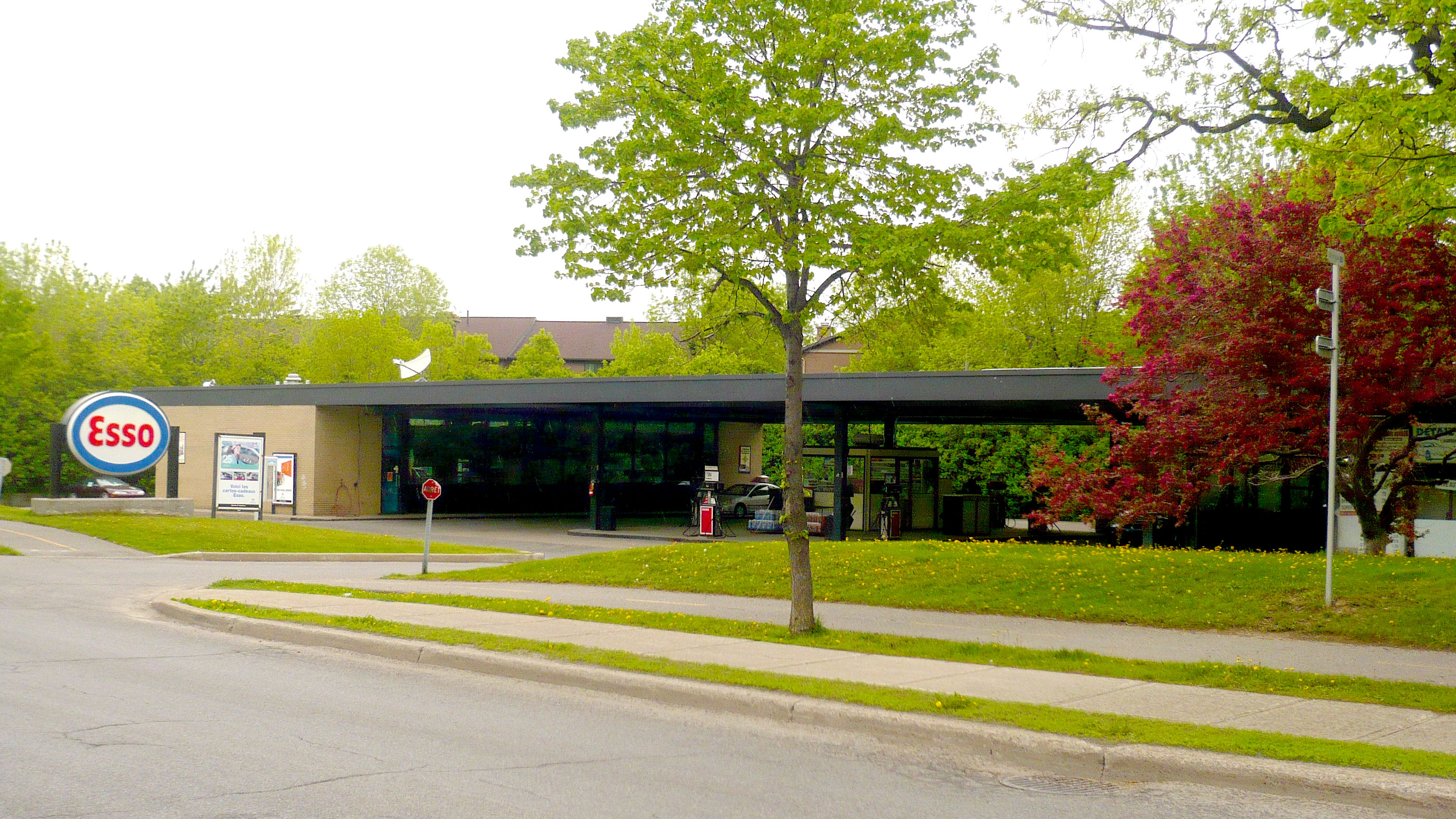
La station en 2007
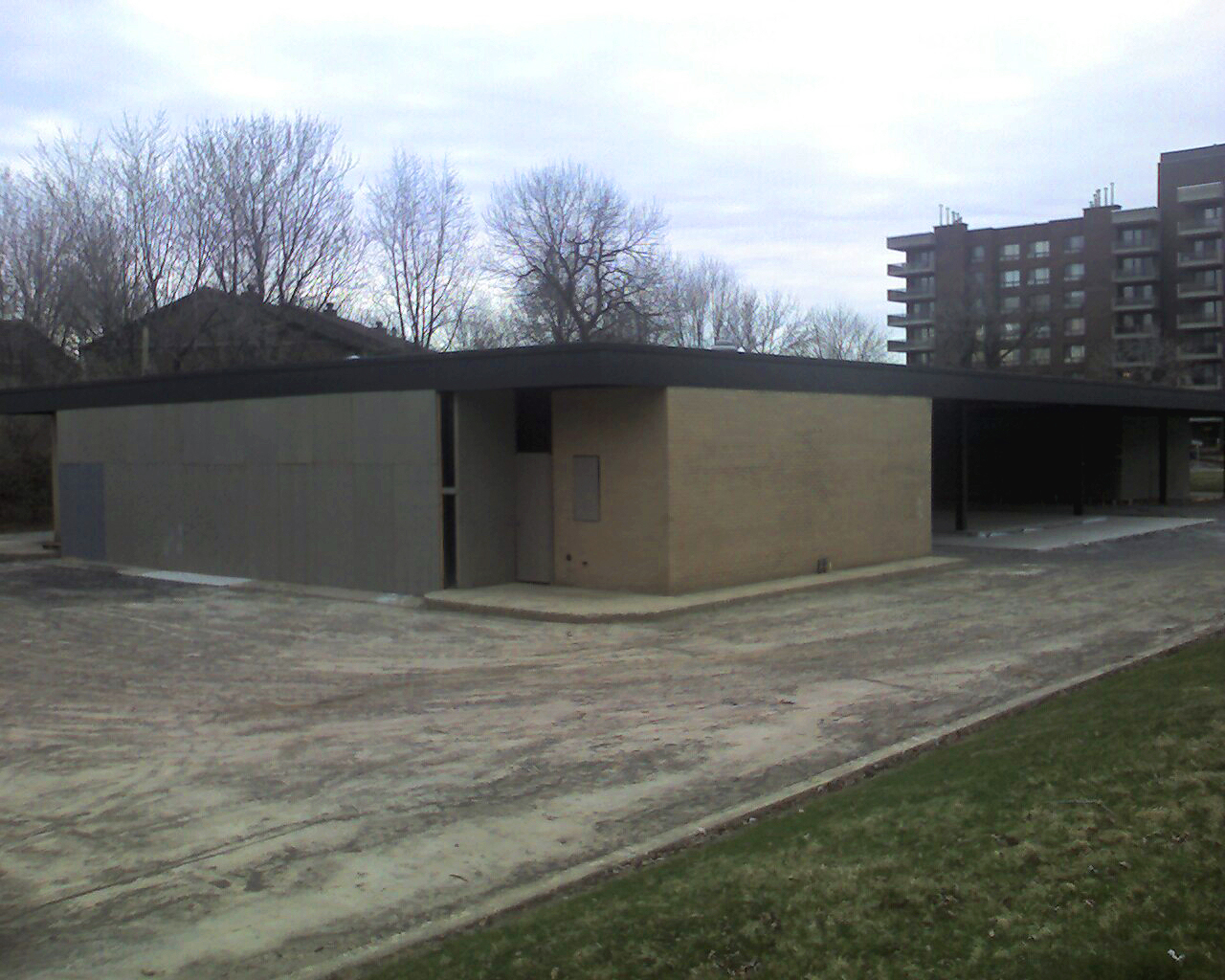
La station en 2010

L'arrondissement de Verdun a acheté l'édifice et l'a fait convertir en centre communautaire. La conversion a été réalisée par l'architecte Éric Gauthier, qui a conçu de reconstruire les deux pavillons de verre à leurs dimensions originales, soit 279 et 93 m².
Le bâtiment a rouvert au cours de l'automne 2012 sous le nom de la Station, un centre communautaire pour les adolescents et les personnes de plus de 50 ans. Les deux bâtiments ont été nommés la salle blanche et la salle noire, selon la couleur de leurs planchers. Le poste de paiement sert d'exposition sur l'architecture de  Mies van der Rohe et de l'histoire du bâtiment. L'ancienne position des pompes a été indiquée par des bouches de ventilation. Le centre communautaire utilise la géothermie.